# La Panera
La Panera es una revista chilena de distribución mensual gratuita. Publicada por la Corporación de Cultura y Arte con el patrocinio de la Dirección de Asuntos Culturales del Ministerio de Relaciones Exteriores de Chile.

## Descripción
Es una revista dedicada al arte y la cultura. Su editora jefa es Susana Ponce de León González.
Colaboran en ella autores de diversas áreas del quehacer cultural de Chile, como el cronista e historiador Miguel Laborde, los periodistas Marieta Santi, Evelyn Erlij, Carolina Andonie, Daniel Canala-Echavarría, Elisa Cárdenas, Marilú Ortiz de Rozas, Heidi Schmidlin y Pilar Entrala; la doctora en filosofía Sandra Accatino, el cineasta Andrés Nazarala, las escritoras Jessica Atal y María Teresa Herreros, el curador de arte Ignacio Szmulewicz, el filósofo Edison Otero, la fotógrafa Mónica Oportot, el crítico de cine David Vera-Meiggs y el arquitecto Gonzalo Schmeisser, entre otros.